# Волфганг Шнајдерхан (виолиниста)
Волфганг Едуард Шнајдерхан (28. мај 1915 — 18. мај 2002) био је аустријски класични виолиниста.

## Детињство и рани музички почеци
Шнајдерхан је рођен у Бечу. Након кратког студирања са Отакаром Шевчиком у Писеку, своје школовање наставља са Јулиусом Винклером у родном Бечу. Већ са десет година показује свој таленат, те јавно изводи Баховау Шансону у Д-молу. Следеће године дебитирао је и у Копенхагену свирајући Менделсонов Концерт за виолину. Неко време живио је у Енглеској, тачније од 1929. године, где је виђан у друштву уметника као што су Марија Ерица, Фиодор Иванович Чаљапин, Јан Кипура и Пол Робесон.

## Каријера
Одмах по повратку у Беч постаје први концертни мајстор Бечког симфонијског оркестра од 1933. до 1937. године, а од 1937. до 1951. године предводио је и Бечки филхармонијски оркестар. Међутим, никада се потпуно није одрекао своје солистичке каријере. Тако већ 1947. године наступа као солиста на бечкој премијери Елгаровог Концерта за виолину.     
Каријеру је употпунио и формирањем гудачког квартета. Након Куленкампфове смрти 1948. године  Шнајдерхан постаје део познатог клавирског трија са Едвином Фишером и Енриком Мајнардијем. 
У септембру 1952. године направио је своје референтне Немачке грамофонске (енгл. Deutsche Grammophon) снимке свих десет Бетовенових виолинских соната са Вилхелмом Кемпфом у Бечу. 
Био је и наставник у Салцбургу, Бечу и Луцерну. Године 1956. основао је Лузернске гудаче заједно са Рудолфом Баумгартнером. Док 1959. године премијерно изводи Concerto funebre његовог пријатеља Карла Амадеуса Хартмана. 

## Породица и крај живота
Шнајдерхан је био ожењен сопранистом Ирмгард Сифридом од 1948. до смрти 1988. године; заједно су имали три ћерке, укључујући глумицу Мону Сифрид (рођену 1957. године).
Умро је у родном Бечу 2002. године у 86. години живота. Његов нећак, назван по њему, Волфганг Шнајдерхан, био је начелник штаба немачког Бундесвера од 2002. до 2009. године. 